# Jet Set Radio
Jet Set Radio (Japans: "ジェット セット ラジオ, Romaji: Jetto Setto Rajio), ook wel Jet Grind Radio in de VS, is een computerspel dat werd ontwikkeld door Smilebit en uitgegeven door Sega. Het spel kwam voor het eerst uit in 2000 voor de Sega Dreamcast. Later werd het spel ook uitgebracht op onder andere de Game Boy Advance, Xbox 360, PlayStation Vita en pc. In 2012 verscheen het spel ook voor Android en iOS.
In 2002 kreeg het spel een opvolger voor de Xbox genaamd Jet Set Radio Future.

## Spel
De speler bestuurt het personage Beat, die rijdt op elektrische rolschaatsen en probeert graffiti-tags op verschillende plekken in het veld te spuiten. De politie probeert de speler hierbij te stoppen door de achtervolging in te zetten, te voet, in tanks, en helikopters. Het veld wordt uitgespeeld wanneer de speler binnen de tijdslimiet alle tags op de juiste plekken gespoten heeft. Door trucs en combinaties uit te voeren op de rolschaatsen kunnen punten verkregen worden.
Nieuwe spelers worden vrijgespeeld nadat de speler hem of haar verslaat in een spelronde door het uitvoeren van bepaalde trucs. Met spelers Gum en Tab vormt Beat een nieuwe bende, genaamd de "GG's". Later sluiten ook Combo en Cube zich aan. Ze nemen het op tegen enkele rivaliserende bendes in de fictieve stad Tokyo-to.

## Uitgave
Jet Set Radio kwam uit in Japan op 29 juni 2000, en in Europa op 24 november 2000. De versie voor de Verenigde Staten werd hernoemd naar "Jet Grind Radio" vanwege rechtenkwesties. Deze versie bevat twee extra velden, enkele nieuwe nummers, en andere aanvullingen. Deze versie kan ook verbinden met SegaNet om graffiti-tags te downloaden of eigen tags te uploaden.

## Platforms
| Jaar | Platform                                                                    |
| ---- | --------------------------------------------------------------------------- |
| 2000 | Dreamcast                                                                   |
| 2001 | Java ME                                                                     |
| 2003 | Game Boy Advance                                                            |
| 2012 | Android, PlayStation 3 (PSN), Steam, Xbox 360 (XBLA), PlayStation Vita, iOS |

## Ontvangst
| Beoordeeld door                     | Jaar | Score |
| ----------------------------------- | ---- | ----- |
| Official Dreamcast Magazine (U.S.)  | 2000 | 100%  |
| GamesFirst!                         | 2000 | 100%  |
| SegaFan.com                         | 2003 | 94%   |
| MaXoE Games                         | 2000 | 94%   |
| Power Unlimited                     | 2001 | 94%   |
| Meristation                         | 2000 | 93%   |
| Defunct Games                       | 2005 | 93%   |
| GamePro (US)                        | 2000 | 90%   |
| Digital Press - Classic Video Games | 2005 | 85%   |
| The Video Game Critic               | 2001 | 83%   |

## Muziek
De soundtrack van het spel is grotendeels gecomponeerd door Hideki Naganuma, een Japanse componist die regelmatig voor Sega muziek componeerde. De muziek bestaat voornamelijk uit J-pop, hiphop, funk en breakbeat.

## Trivia
Het computerspel was het eerste waarbij de cel shading techniek werd toegepast. Hierdoor lijkt het spel op een tekenfilm en heeft de omgeving een zeer vloeiende, kleurrijke indruk. Deze techniek werd later onder andere toegepast in de Borderlands-spellen en het spel XIII.  